# مارگاریتا چرنومیردینا
مارگاریتا چرنومیردینا (روسی: Маргарита Алексеевна Черномырдина؛ زادهٔ ۶ مارس ۱۹۹۶) بازیکن فوتبال اهل روسیه است.
وی همچنین در تیم ملی فوتبال زنان روسیه بازی کرده‌است.
وی در مسابقات کشوری و بین‌المللی در مجموع برندهٔ ۱ مدال برنز شده‌است.